# Gargara dorsata
Gargara dorsata är en insektsart som beskrevs av William D. Funkhouser 1935. Gargara dorsata ingår i släktet Gargara och familjen hornstritar. Inga underarter finns listade i Catalogue of Life.